# Нисато, Кодзи
Ко́дзи Ниса́то (яп. 似里 浩志 Nisato Kōji, род. 3 июня 1980) — японский кёрлингист.
В составе мужской сборной Японии участвовал в чемпионате мира 2018.

## Команды
| Сезон                                               | Четвёртый      | Третий         | Второй           | Первый       | Запасной                          | Турниры            |
| --------------------------------------------------- | -------------- | -------------- | ---------------- | ------------ | --------------------------------- | ------------------ |
| 2017—18                                             | Го Аоки        | Масаки Иваи    | Рётаро Сюкуя     | Ютака Аояма  | Кодзи Нисато тренер: Джей Ди Линд | ЧМ 2018 (11 место) |
| 2019—20                                             | Naomasa Takeda | Kyousuke Fujii | Tetsuo Yamaguchi | Akira Takeda | Кодзи Нисато                      | [ 4 ]              |
| Кёрлинг среди смешанных пар (mixed doubles curling) |                |                |                  |              |                                   |                    |
| 2013—14                                             | Yoshiko Miura  | Кодзи Нисато   |                  |              |                                   | ЧЯСП 2014          |

(скипы выделены полужирным шрифтом)